# Monterey
Monterey è una cittadina di circa 30 000 abitanti dello stato della California, Stati Uniti.

## Geografia fisica
Si trova approssimativamente 550 km a nord di Los Angeles e 200 a sud di San Francisco, situata sulla penisola omonima e affacciata sull'Oceano Pacifico e sulla Baia di Monterey.

## Storia
Fondata il 3 giugno 1770 col nome di El Presidio Real de San Carlos de Monterrey (Presidio Reale di San Carlo di Monterey), Monterey fu la prima capitale dello Stato della California tra il 1777 e il 1849 sotto le bandiere di Spagna, Messico e Stati Uniti d'America. Il 7 luglio 1846, durante la guerra messico-statunitense, fu teatro della battaglia di Monterey e in quell'occasione annessa al territorio degli Stati Uniti d'America. Il 13 ottobre 1849 vi fu firmata la prima costituzione californiana.

## Economia
La città di Monterey ospita oltre quattro milioni di turisti ogni anno, nota per gli edifici storici coloniali, per la riserva naturalistica marina, dotata di una grande varietà di specie, per il vicino circuito automobilistico e motociclistico "Laguna Seca" e per il Monterey Bay Aquarium, uno dei più grandi acquari dell'America del Nord. L'economia si basa principalmente sul turismo e sulla pesca.

## Nella cultura di massa
- A Monterey è ambientato l'inizio dell'episodio 27 della prima stagione della serie televisiva Disney Zorro del 1957, ma soprattutto i primi tredici episodi della seconda stagione.
- Monterey è diventata famosa per l'ambientazione di molti romanzi di John Steinbeck, come Cannery Row, Pian della Tortilla, I pascoli del cielo e della serie televisiva Big Little Lies - Piccole grandi bugie, interpretata da Nicole Kidman.
- Nel giugno 1967 si tenne qui il Monterey Pop Festival, con la partecipazione di 200 000 spettatori e l'esordio sulle scene di Jimi Hendrix e Janis Joplin.
- La versione 12 del sistema operativo macOS prende il nome di questa città.
- Il nome della cittadina è parte del titolo di una canzone di Frank Sinatra, It happened in Monterey.

## Galleria d'immagini

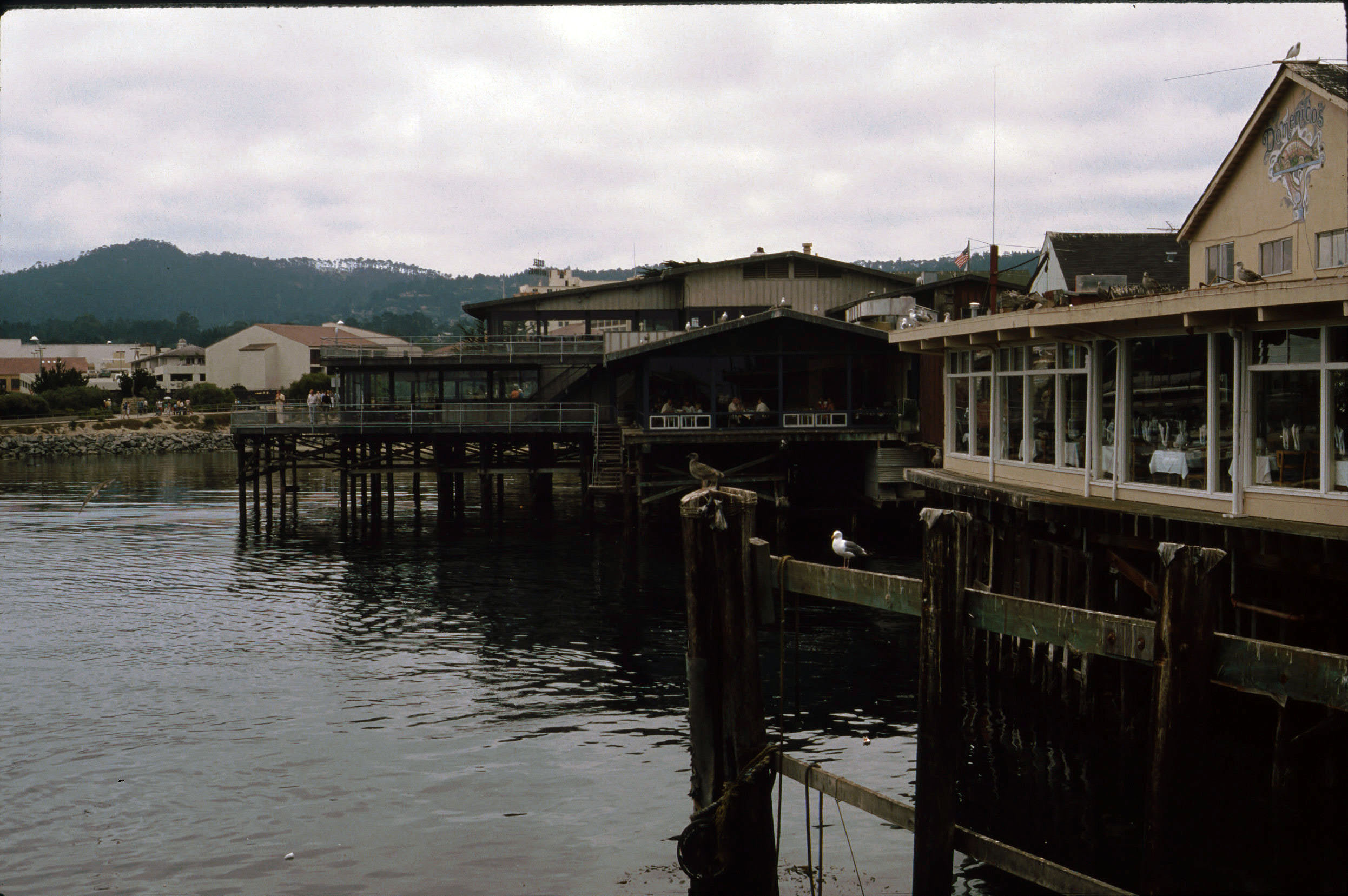
Monterey, Fisherman's Wharf.
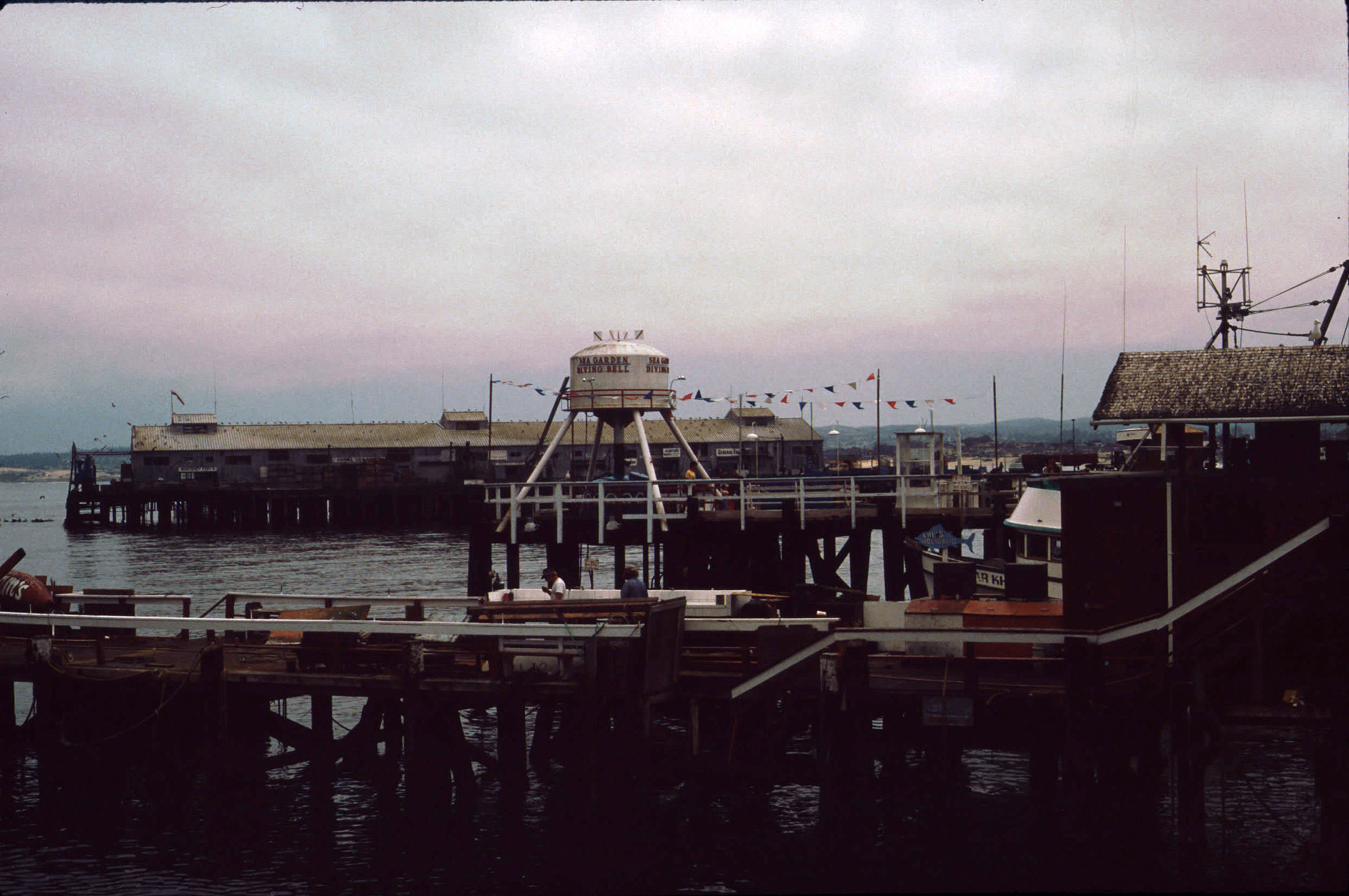
Monterey, Sea Garden Diving Bell.
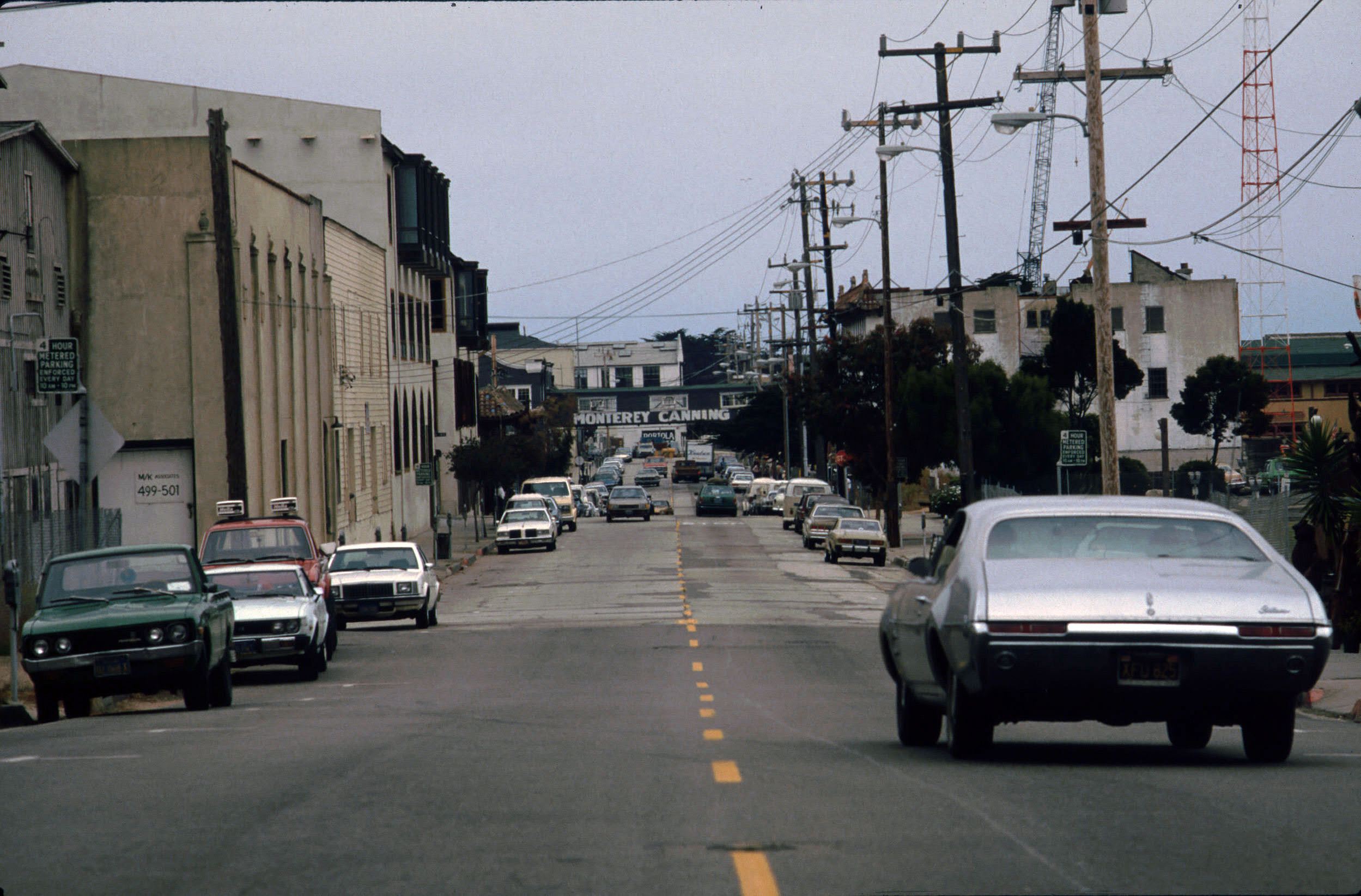
Monterey, Cannery Row (vicolo dell'inscatolamento) nel 1982.